# Derechazo

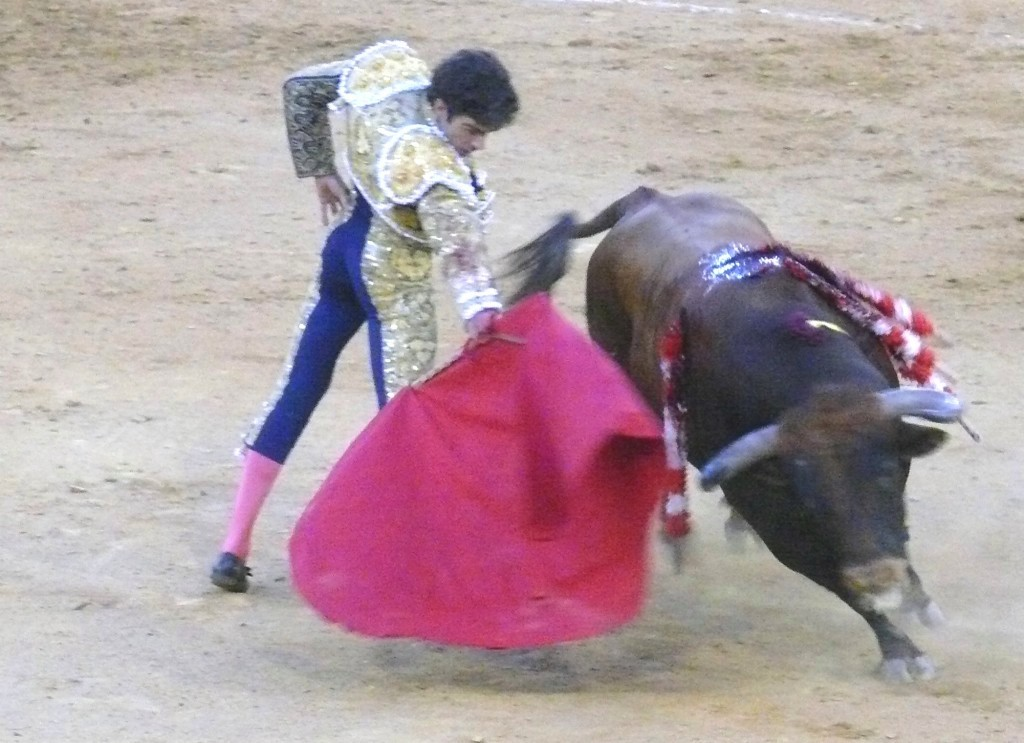
Derechazo de José Tomás aux arènes d'Almería

Dans le monde de la tauromachie, le derechazo (de l'espagnol : droite) est une passe de muleta considérée comme une des deux manœuvres essentielles dans le toreo classique, la deuxième étant la passe de la main gauche appelée naturelle.

## Présentation
Le matador tient la muleta dans la main droite, l'étoffe étant soutenue par l'épée, donc déployée au maximum. À ce titre, elle est parfois considérée comme moins importante que la naturelle, car moins risquée puisque le torero serait ainsi mieux couvert par l'étoffe. Ce distinguo vient d'abord d'une querelle d'école, assez difficile à comprendre dans sa complexité et dans l'acharnement des deux camps qui s'affrontent. 

## Querelle d'école, historique et évolution
Les uns désignent le derechazo comme une « naturelle de la droite » et lui accordent ce nom en la désignant comme « une sorte de naturelle effectuée de la main droite  ». D'autres soutiennent que le derechazo sera toujours une passe aidée, car l'épée agrandit le leurre et augmente la distance entre l'homme et l'animal, diminuant le risque. Mais aussi, cette passe habitue le taureau à l'usage de la corne droite, ce qui diminue les chances d'une mise à mort rapide, qui est précisément exécutée sur la corne droite. Le derechazo se décline pourtant en une variété de figures extrêmement élégantes comme le derechazo en redondo qui consiste, pour le torero, à faire tourner le taureau autour de lui, une figure dans laquelle  excellait Paco Ojeda, au point que ce torero a fait école pendant les années 1980 et au-delà. Paul Casanova et Pierre Dupuy citent jusqu'où pouvait aller le débat en 1933 :« On peut dire que la naturelle de la gauche serait la même que la naturelle de la droite si ce n'était tout le contraire; exactement comme on dit : media vuelta à la derecha es la mismo que media vuelta a la izquierda, nada mas que es todo lo contrario. (Un demi-tour à droite c'est comme un demi-tour à gauche, sauf que c'est tout le contraire. »
Cette passe comporte un grand nombre de déclinaisons depuis la passe à l'estribo, la trinchera, le molinete, la manoletina, la  arrucina, la statuaire (ou passe de la mort, relancée par Paco Ojeda et José Tomás). Toutes ces manœuvres sont des créations de grands toreros de l'histoire. En fait, malgré les déclarations définitives de Bienvenida (le pape noir), qui soutenait l'idée opposée à celle de ses deux fils, une faena serait tout simplement impossible sans le derechazo.
Le derechazo porte aussi le nom de « redondo », du nom de la passe en rond donnée de la main droite, avec la muleta basse, l'épée soutenant le leurre. Ces « derechazos en redondo » ont fait la gloire de Paco Ojeda